# Фейвуд (Нью-Мексико)
Фейвуд (англ. Faywood) — переписна місцевість (CDP) в США, в окрузі Грант штату Нью-Мексико. Населення — 33 особи (2010).

## Географія
Фейвуд розташований за координатами 32°37′29″ пн. ш. 107°52′31″ зх. д. / 32.62472° пн. ш. 107.87528° зх. д. (32.624667, -107.875249).  За даними Бюро перепису населення США в 2010 році переписна місцевість мала площу 1,36 км², з яких 1,36 км² — суходіл та 0,00 км² — водойми.

## Демографія
Згідно з переписом 2010 року, у переписній місцевості мешкали 33 особи в 17 домогосподарствах у складі 12 родин. Густота населення становила 24 особи/км².  Було 20 помешкань (15/км²).
Расовий склад населення:
| - 90,9 % — білих - 3,0 % — осіб інших рас |

До двох чи більше рас належало 6,1 %. Частка іспаномовних становила 63,6 % від усіх жителів.
За віковим діапазоном населення розподілялося таким чином: 6,1 % — особи молодші 18 років, 48,4 % — особи у віці 18—64 років, 45,5 % — особи у віці 65 років та старші. Медіана віку мешканця становила 63,5 року. На 100 осіб жіночої статі у переписній місцевості припадало 135,7 чоловіків;  на 100 жінок у віці від 18 років та старших — 121,4 чоловіків також старших 18 років.
Цивільне працевлаштоване населення становило 19 осіб. Основні галузі зайнятості: будівництво — 100,0 %.